# Старенька за шитвом
 Старенька за шитвом -  картина художника Ебергарда Кейля (1624-1687), учня Рембрандта.

## Художник
Ебергард Кейль - типовий представник інтернаціонального мистецтва бароко Західної Європи,як Йоган Лісс, Матіас Стомер, Андреас Шлютер , Вартоломей Растреллі. Вони вимушено, але досить легко перетинали кордони країн, жили і працювали не на батьківщині, а їх творче надбання стало надбанням мистецтва на чужині.
Ебергард Кейль народився в Данії. У 1642-1644 роках перебрався в Голландію, де навчався в майстерні Рембрандта. Працював в Амстердамі до 1651 року, після чого оселився в Італії. Помер у Римі у 1687 році.

## Старенька за шитвом
Зображення літньої людини не новина в мистецтві Західної Європи. Особливо часто до зображення літніх людей звертались художники, що малювали для церков біблійних пророків, отців церкви, євангелістів. Сиве волосся, довгі бороди, різки зморшки обличчя і значущість особи традиційно пов'язувались з багатим життєвим досвідом, з мудрістю.
Епоха відродження подарувала алегорії, де зображення літньої жінки уособлювало занадто швидкий плин часу( Джорджоне, старенька в картині «З плином часу», Венеція ). Образ худої старої в зморщках посів своє місце і в літературі ( Раблє ), і в живопису бароко, особливо у караваджистів(стара служниця поряд з Юдиф'ю ).
Залюбки малював літніх людей і Ебергард Кейль. В картині «Старенька за шитвом» він і подав літню жінку, що на мить відірвалася від шитва. Але це ніяк не алегорія, як у Джорджоне, а портрет. Загублене ім'я моделі не полишає образ портретності. Фігура займає більшу частину картини і не має ні літературних посилань, ні моралізаторства. Старенька за шитвом - представниця народу. Це тиха барокова реальність з її маленькими радостями, затишком у оселі, тихими родинними святами, передачею національних традицій дітям і онукам. 